# Distrikt Cochorco
Der Distrikt Cochorco liegt in der Provinz Sánchez Carrión in der Region La Libertad in West-Peru. Der Distrikt wurde am 13. Dezember 1943 gegründet. Er hat eine Fläche von 262 km². Beim Zensus 2017 wurden 8398 Einwohner gezählt. Im Jahr 1993 lag die Einwohnerzahl bei 7731, im Jahr 2007 bei 8751. Verwaltungssitz des Distriktes ist die 2604 m hoch gelegene Ortschaft Aricapampa mit 982 Einwohnern (Stand 2017). Aricapampa liegt 36 km östlich der Provinzhauptstadt Huamachuco.

## Geographische Lage
Der Distrikt Cochorco liegt am Ostrand der peruanischen Westkordillere im Osten der Provinz Sánchez Carrión. Die Längsausdehnung in Nord-Süd-Richtung beträgt 28 km, die maximale Breite liegt bei 16 km. Der Distrikt liegt am Westufer des Río Marañón zwischen der Einmündung der Quebrada Uctubamba im Süden und der des Río Gansul im Norden.
Der Distrikt Cochorco grenzt im Süden und im Westen an den Distrikt Chugay, im Norden an den Distrikt Sartimbamba sowie im Osten an die Distrikte Pataz, Pias und Parcoy (alle drei in der Provinz Pataz).

## Ortschaften
Neben dem Hauptort Aricapampa gibt es folgende größere Ortschaften im Distrikt:
- Aragostay (428 Einwohner)
- Cochorco (274 Einwohner)
- Cuin (254 Einwohner)
- Molino Viejo (303 Einwohner)
- Sitabambita (326 Einwohner)
- Soquian (284 Einwohner)
- Succha Centro (658 Einwohner)
- Succhamarca (270 Einwohner)
- Succhapampa (384 Einwohner)
- Vacas (373 Einwohner)
- Vaqueria (410 Einwohner)
- Yacopampa (342 Einwohner)